# Éléazar et Matthan

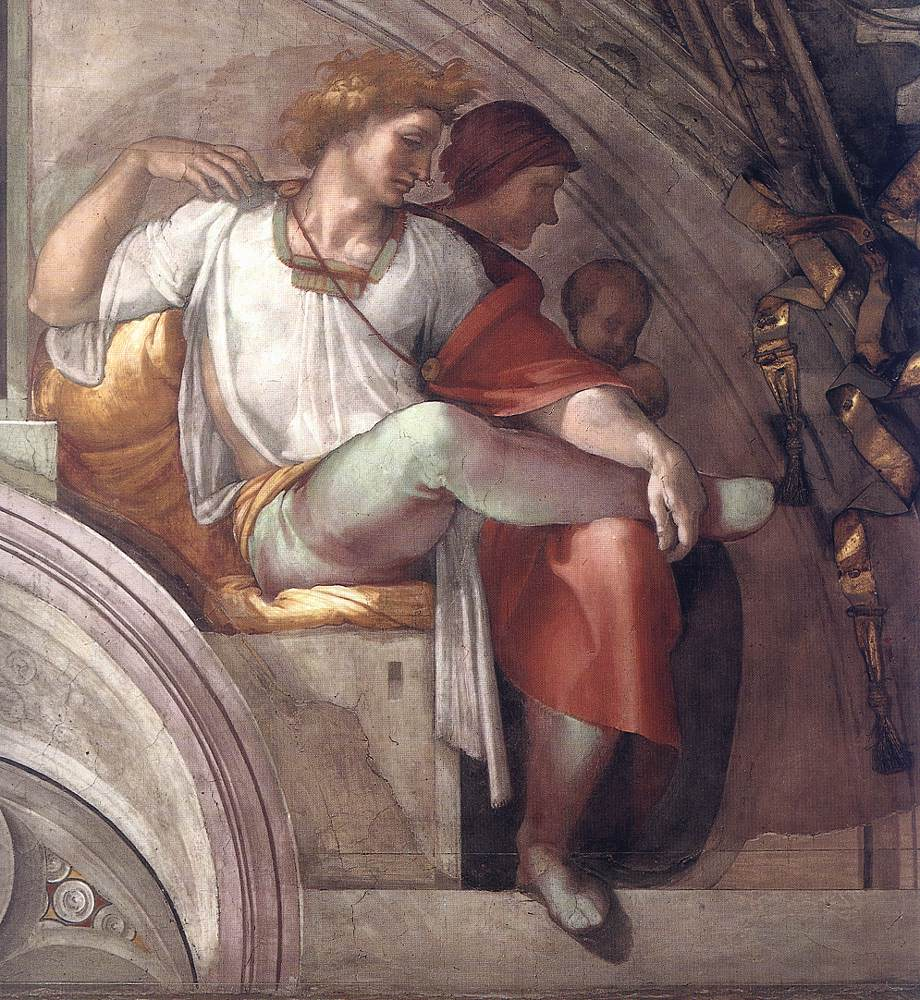
Détail.

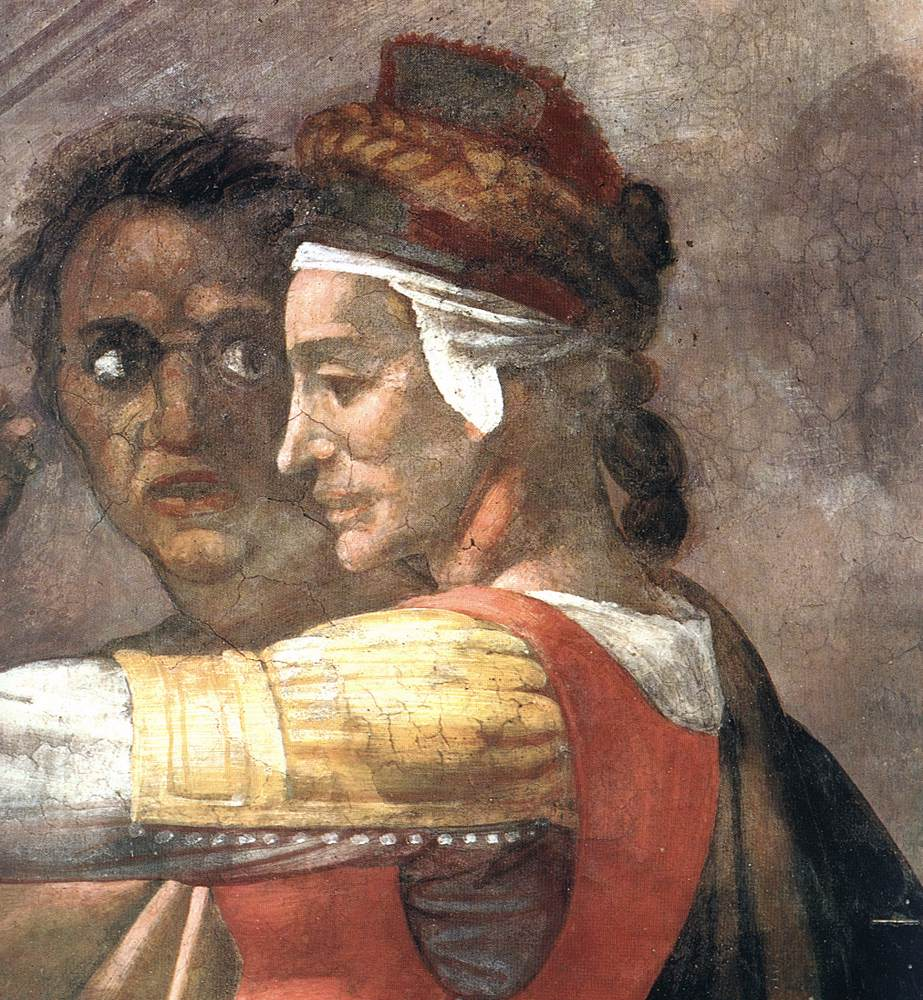
Détail.

Eléazar et Matthan est une  fresque réalisée sur une lunette par Michel-Ange vers 1508, laquelle fait partie de la décoration du mur du fond de la chapelle Sixtine, dans les Musées du Vatican à Rome, dans le cadre des travaux de décoration de la voûte, commandés par Jules II.

## Histoire
Les lunettes, qui contiennent la série des Ancêtres du Christ, ont été réalisées, comme le reste des fresques de la voûte, en deux phases, à partir du mur du fond, en face de l'autel. Les derniers épisodes des Histoires, d'un point de vue chronologique, ont donc été les premiers à être peints. À l'été 1511, la première moitié de la chapelle devait être achevée, nécessitant le démontage de l'échafaudage et sa reconstruction dans l'autre moitié. La deuxième phase, qui a débuté en octobre 1511, s'est terminée un an plus tard, juste à temps pour le dévoilement de l'œuvre la veille de la Toussaint 1512.
Parmi les parties les plus noircies de la décoration de la chapelle, les lunettes ont été restaurées avec des résultats étonnants en 1986.
La lunette d'Eléazar et Matthan a probablement été la première à être peinte par Michel-Ange ; les restaurations, avec le dernier nettoyage, ont aussi débuté par elle.

## Description et style
Les lunettes suivent la généalogie du Christ à partir de l'Évangile de Matthieu. Eléazar et Matthan sont les avant-derniers ancêtres avant ceux des ancêtres les plus directs,  Jacob et Joseph, et se trouvent dos à l'autel, à gauche sur le mur du fond. La fenêtre qui coupe la base est ici simplement peinte.
La lunette est organisée avec un groupe de trois personnages sur chaque moitié, entrecoupés du cartouche avec les noms des protagonistes écrits en majuscules romaines : « ELEAZAR / MATHAN ».
Éléazar, le père de Matthan, est principalement identifié comme le jeune homme de droite, la tête de profil et le regard absorbé. Le torse est tourné vers le spectateur, la jambe droite croisée, le bras droit levé pour toucher son épaule, tandis que le gauche est étendu et repose sur la cheville de sa jambe pliée. Sa chemise blanche est ouverte sur le côté et présente un décolleté bordé de vert, tandis que sa culotte est vert pomme avec des reflets violets irisés. Une cape rouge, lâchement nouée, tombe sur son épaule et sa jambe gauche. Dans sa silhouette, deux repentirs ont été retrouvés, dans le profil du visage et dans la hauteur de l'épaule gauche. Derrière lui, les têtes d'une femme à la coiffe sombre et d'un enfant sont visibles.
Le côté gauche de la lunette montre Matthan émergeant de l'arrière-plan avec une expression d'étonnement ou d'appréhension envers sa femme, très masculine, au premier plan, jouant avec son fils Jacob, le saisissant les bras tendus. Ses vêtements sont très soignés, du corsage noué sous le bras à la courte aisselle jaune, en passant par la coiffe (de style masculin, utilisé surtout par les Arméniens de Venise) et la coiffure. Le long du siège en pierre pendent une clé et un sac de pièces attaché à une ficelle. La restauration effectuée, en raison de la chute d'une partie du plâtre, à l'époque de Pie IV et de Grégoire XIII, est ici visible : les tons sombres montrent que déjà une cinquantaine d'années après leur achèvement, les fresques étaient déjà considérablement assombries.
La proéminence plastique et le contraste dans les poses des personnages au premier plan est remarquable, conçus pour créer un effet de variation : à gauche la figure est plus rigide et statique, à droite plus lâche et dynamique.
La finition de cette lunette est plus grande que pour les suivantes, et la légère teinte rose violacé du fond a été adoucie dans celles-ci.